# Len Lye
Len Lye (Christchurch, 5 luglio 1901 – Warwick, 15 maggio 1980) è stato un artista neozelandese.

## Biografia
Opera negli anni trenta a Londra prima di trasferirsi negli Stati Uniti, dove durante gli anni della Seconda Guerra Mondiale si dedicherà al documentario. Autonomo e individualista, Lye è allo stesso tempo un artista e un tecnico, e dalle sue invenzioni tecniche trae lo spunto per le sue creazioni. Nel 1929, con Tusalava presenta, primo al mondo, la tecnica della pittura diretta su pellicola che era stata ideata, ma non pubblicizzata, da Ginna e Corra, e che sarà poi divulgata dallo scozzese-canadese Norman McLaren. Stilisticamente Lye si è ispirato all’antica arte aborigena dell’Australia, rendendo questo cortometraggio l’unico esempio cinematografico di ciò che i critici d’arte descrivono oggi come “primitivismo modernista”.

## Opere principali
- Tusalava, 1929;
- Colour Box, 1934;
- Kaleidoscope, Caleidoscopio, 1935;
- Birth of a Robot, 1936;
- Rainbow Dance, Danza dell'arcobaleno, 1936;
- Trade Tattoo, Tatuaggio del commercio, 1937;
- Musical Poster, Manifesto musicale, 1940;
- Color Cry, 1952;
- Rhytm, 1953;
- Free Radicals, 1958;
- Particles in Space, 1961-66.